# 547 Praxedis
547 Praxedis је астероид главног астероидног појаса. Приближан пречник астероида је 69,68 km,
а средња удаљеност астероида од Сунца износи 2,771 астрономских јединица (АЈ).
Инклинација (нагиб) орбите у односу на раван еклиптике је 16,902 степени, а орбитални период износи 1685,071 дана (4,613 године). Ексцентрицитет орбите астероида износи 0,237.
Апсолутна магнитуда астероида износи 9,52 а геометријски албедо 0,056.
Астероид је откривен 14. октобра 1904. године.